# Ралли Сан-Ремо 1968
Ралли Сан-Ремо 1968 года (официально Rally Sanremo 1968) — второй этап Makes European Championship (MEC), зачёта производителей чемпионата Европы по ралли, которое проводилось отдельно от личного зачёта пилотов. Соревнование проводилось с 6 по 10 марта. Это 8-е Ралли Сан-Ремо в истории. Этап проходил на асфальтовом покрытии, общая протяженность гоночной дистанции составила 160.7 км. На старт вышло 72 экипажа и 31 из них финишировали.

## Результаты

### Турнирная таблица
| Место | Пилот                     | Штурман            | Автомобиль                 |
| ----- | ------------------------- | ------------------ | -------------------------- |
| 1     | Паули Тойвонен            | Мартти Тиукканен   | Porsche 911 T              |
| 2     | Пэт Мосс-Карлссон (англ.) | Элизабет Нистрём   | Lancia Fulvia 1.3 Coupé HF |
| 3     | Уве Андерссон             | Джон Дэвенпорт     | Ford Escort Twin Cam       |
| 4     | Харри Чельстрём           | Гуннар Хёггбом     | Lancia Fulvia 1.3 Coupé HF |
| 5     | Жан Винатье               | Жан-Франсуа Жакоб  | Alpine-Renault A110 1300S  |
| 6     | Луиджи Тарамаццо          | Луиджи Песко       | Porsche 911 S              |
| 7     | Серджио Барбасио          | Алессандро Мерлано | Lancia Fulvia Coupé HF     |
| 8     | Арнальдо Каваллари        | Данте Салвей       | Lancia Fulvia Coupé HF     |
| 9     | Джерри Ларссон            | Фергюс Сейгер      | Lancia Fulvia Coupé HF     |
| 10    | Жан-Франсуа Пио           | Жан-Луи Марна      | Alpine-Renault A110        |
| 11    | Жан-Клод Ожье (фр.)       | Люсетт Пуанте      | Citroën DS 21              |
| 13    | Джулио Бизулли            | Луиджи Андреуччи   | Lancia Fulvia Coupé HF     |
| 14    | Амилькар Баллестьери      | Даниэль Одетто     | Lancia Fulvia Coupé HF     |

### Сходы
Неполный список
| Пилот             | Штурман         | Автомобиль            | Причина              |
| ----------------- | --------------- | --------------------- | -------------------- |
| Жан-Пьер Николя   | Клод Рур        | Renault 8 Gordini     |                      |
| Рауно Аалтонен    | Генри Лиддон    | Mini Cooper S         | Перегретый двигатель |
| Альчиде Паганелли | Гелиос Заппелла | Lancia Fulvia         |                      |
| Люсьен Бьянки     | Эдуард Ламбрехт | Alfa Romeo Giulia GTA |                      |
| Тони Фолл         | Майк Вуд        | Mini Cooper S         | Перегрелся двигатель |